# Assedio di Cuneo (1691)

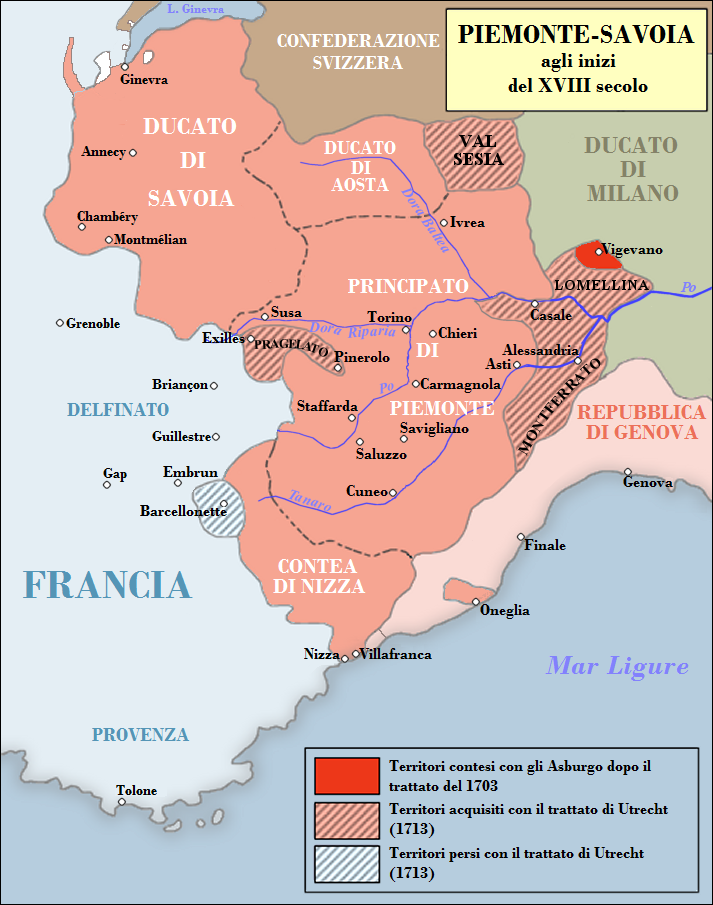
All'inizio della guerra dei nove anni, i territori di Vittorio Amedeo II di Savoia erano suddivisi in diverse regioni, in particolare: la Contea di Nizza, il Ducato di Savoia e il Principato del Piemonte che conteneva la capitale Torino.

L'assedio di Cuneo del 1691 fu un fatto d'armi svoltosi tra i francesi di Luigi XIV ed i piemontesi di Vittorio Amedeo II di Savoia.

## Antefatto
Dopo l'invasione del Piemonte, dovuta al rifiuto del giovane duca di Savoia Vittorio Amedeo II di lasciare la piazzaforte di Torino in mani francesi, l'esercito del Nicolas Catinat, il migliore maresciallo che l'esercito di Francia poteva vantare in quegli anni, assediò Cuneo.
Per la città pedemontana quello del 1691 era il quinto assedio della sua storia. I Piemontesi si trovavano in inferiorità numerica ed erano scoraggiati dalla devastante sconfitta subita l'anno precedente a Staffarda, ad opera dello stesso Catinat.

## L'assedio
Il Catinat, occupate due delle principali piazzeforti sabaude, Pinerolo ed Avigliana, decise di occupare anche la cittadella di Cuneo. Egli ordinò al maresciallo Fouquieres di accamparsi ai piedi della città e di stringerla d'assedio. L'attacco furibondo alla cittadella si risolse in un disastro per i francesi, che dovettero ritirarsi nei loro accampamenti desistendo temporaneamente dall'impresa. Catinat, credendo che lo smacco fosse da imputarsi all'imperizia del Fouquieres, ne ordinò la sostituzione con il Bullonde.
Anche il Bullonde non seppe fare di meglio; anzi, abbandonò precipitosamente il campo di battaglia quando apprese la notizia dell'avvicinarsi del principe Eugenio di Savoia alla testa di un corpo di cavalleria inviato a soccorrere la città.
Ritirandosi disordinatamente verso Racconigi i francesi lasciarono sul campo 4300 morti oltre ad innumerevoli bandiere, cannoni e munizioni. L'assedio era durato diciassette giorni appena.